# توماس شيلتون
توماس شيلتون (بالإنجليزية: Thomas Shelton)‏ هو مترجم النسخة الإنجليزية من رواية دون كيخوطي للأديب الإسباني ميجيل دي ثيربانتس عام 1612، عندما نشر ترجمة جزءها الأول التي نشرت في بروكسل عام 1607 ولم يستخدم الطبعة الأولى التي ظهرت في مدريد عام 1605. وكانت هذه الترجمة بمثابة أول ترجمة للرواية من الإسبانية للغة أوروبية أخرى، وقد قرأتها أوروبا في ذلك الوقت بوصفها نصًا هجائيًا. وفي عام 1620 قام شيلتون بنشر ترجمة الجزئين كاملة، على الرغم من وجود بعض الأخطاء لعدم معرفته الشاملة بلغة المصدر. واشتملت نسخة شيلتون المترجمة على بعض المقاطع الشعرية. وقام جيمس كيلي فيتزموريس بإعادة طبعها مرة أخرى عام 1896.